# La nuit a dévoré le monde
Pour plus de détails, voir Fiche technique et Distribution.
La nuit a dévoré le monde est un film d'horreur italo-français coécrit et réalisé par Dominique Rocher, sorti en 2018.
Il s'agit de l'adaptation du roman homonyme de Pit Agarmen (2012).

## Synopsis
Sam, un musicien vivant à Paris, rend visite à son ex-petite amie Fanny pour récupérer la musique cassettes laissée en sa possession. Fanny organise une fête et repousse Sam plusieurs fois avant de lui dire que les cassettes sont dans le bureau. Sam est accidentellement renversé par un fêtard alors qu'il se rend aux cassettes. Une fois là-bas, son nez se met à saigner et il s'évanouit. Des bruits de chaos éclatent devant la porte du bureau, mais Sam dort à travers.
Le lendemain matin, Sam se réveille pour trouver l'appartement saccagé, avec des taches de sang sur les murs et personne à l'intérieur. Il s'aventure dans l'escalier et découvre une Fanny zombifiée qui le charge lorsqu'il l'appelle par son nom. S'enfermant dans son appartement, il assiste à la mort d'une famille de l'appartement d'en face qui tente de s'échapper dans leur voiture. L'appartement, qui est à plusieurs étages, est le seul endroit sûr que Sam puisse trouver. Les zombies ont apparemment envahi tout Paris, se déplacent très rapidement et réagissent en hordes à n'importe quelle vue ou son. Ils sont également complètement silencieux, ne font presque aucun bruit et ne vocalisent jamais.
Incapable de quitter l'appartement, Sam commence à nettoyer jusqu'à ce qu'un coup de fusil éclate à travers le sol. En regardant à travers le trou, il découvre qu'un des résidents ci-dessous s'est suicidé, après avoir tué sa femme, qu'il avait attachée à une chaise après qu'elle a été infectée. Il récupère leur fusil de chasse et s'aventure à l'extérieur, trouvant les zombies dans l'escalier disparus. Il ferme rapidement les portes du bâtiment pour s'enfermer à l'intérieur. Sam explore les unités du bâtiment une par une, trouvant la plupart d'entre elles vides. Il trouve un vieil homme zombifié dans l'ascenseur de l'immeuble, ferme la porte et commence à converser unilatéralement avec le zombie dont il apprend que le nom est Alfred.
Sam perquisitionne avec succès le bâtiment pour une grande quantité de fournitures. Il les rationne et découvre du matériel musical dans une pièce, qu'il utilise pour se divertir. Au fil du temps, Sam devient de plus en plus seul et déséquilibré. Désespéré de compagnie, il tente de capturer un chat errant errant sans but parmi les morts-vivants, mais est presque tué par plusieurs zombies. Il revient à l'appartement ; furieux, Sam tire sur le chat par la fenêtre. Craignant d'être mordu, Sam faillit se suicider une seconde fois en s'endormant avec le fusil de chasse placé sous sa tête en attendant de voir s'il allait se retourner.
À l'approche de l'hiver, il doit faire face à un manque de chauffage et l'alimentation en eau de l'immeuble cesse de fonctionner. Survivant en collectant l'eau de pluie et en créant une cheminée, l'état mental de Sam continue de décliner. Il s'aperçoit un jour que les rues sont en grande partie vides. Sam teste à quelle distance se trouvent les zombies en jouant fort sur une batterie. Les morts-vivants reviennent en hordes et grimpent presque sur le balcon de l'appartement en s'empilant les uns sur les autres. Un Sam enragé continue de jouer malgré le danger.
Cette nuit-là, Sam entend un mouvement à l'extérieur de la porte de sa chambre et tire avec le fusil de chasse à travers. Il entend des cris de douleur et se rend compte qu'il a tiré sur une autre personne. Il tente une aide médicale d'urgence et trouve le sac de la femme, qui contient une grande quantité de corde et un grappin qu'elle utilise pour aller de toit en toit. Le lendemain matin, Sam parle avec la femme, Sarah, qui explique comment elle a survécu. Il récupère des fournitures dans l'appartement le plus bas et tue les occupants zombifiés. Elle monte sur le toit et dit à Sam qu'il mourra ou deviendra fou s'il ne quitte pas l'immeuble. Sam la repousse d'abord, mais cède. Il retourne dans sa chambre et trouve Sarah morte par balle, indiquant apparemment que ses conversations avec elle après qu'il l'ait abattue n'étaient qu'une hallucination. Il pleure sa perte, lui fait l'éloge et couvre son corps.
Sam décide de quitter l'appartement, brûlant les cassettes et libérant Alfred, qui erre dans son appartement voisin où Sam l'enferme. Les bandes brûlantes ont déclenché une alarme incendie; des zombies attaquent le bâtiment. Ils défoncent les portes et se précipitent à l'intérieur. En tuant plusieurs, Sam parvient à atteindre le toit et traverse la rue jusqu'au bâtiment suivant, où il grimpe sur le toit et regarde la ligne d'horizon apparemment sans fin de Paris. Il entend brièvement un son qui pourrait indiquer l'existence d'autres survivants.

## Fiche technique
Sauf indication contraire, les informations mentionnées dans cette section peuvent être confirmées par la base de données cinématographiques Unifrance,  présente dans la section « Liens externes ».
- Titre original : La nuit a dévoré le monde[1]
- Titre italien : La notte ha divorato il mondo
- Réalisation : Dominique Rocher
- Scénario : Guillaume Lemans, Jérémie Guez et Dominique Rocher, d’après le roman éponyme de Pit Agarmen (2012)
- Musique : David Gubitsch
- Décors : Sidney Dubois
- Costumes : Caroline Spieth
- Photographie : Jordane Chouzenoux
- Son : Nassim El Mounabbih
- Montage : Isabelle Manquillet
- Production : Carole Scotta
- Production déléguée : Julie Billy
- Société de production : Haut et Court
- Société de distribution : Haut et Court Distribution
- Pays de production :  France -  Italie
- Langues originales : français, anglais, norvégien
- Format : couleur
- Genre : horreur et fantastique
- Durée : 94 minutes
- Classification: Déconseillé aux moins de 16 ans à la télévision.
- Dates de sortie :
  - France : 13 janvier 2018 (Festival Premiers Plans d'Angers)[2] ; 7 mars 2018 (sortie nationale)

## Distribution
- Anders Danielsen Lie : Sam
- Golshifteh Farahani : Sarah
- Denis Lavant : Alfred
- Sigrid Bouaziz : Fanny
- David Kammenos : Mathieu

## Production

### Développement et genèse
En 2011, Dominique Rocher présente son court métrage La Vitesse du passé qui lui permet de récolter le prix d’Audi Talents et grâce à quoi la productrice Carole Scotta de Haut et Court accepte immédiatement de soutenir son projet de long métrage adapté du roman La nuit a dévoré le monde de Pit Agarmen alors publié en 2012.

### Tournage
Le tournage commence à Paris pendant quarante jours, entre 24 octobre et 22 décembre 2016.

## Accueil

### Festivals et sortie
La nuit a dévoré le monde est sélectionné  en « compétition » et projeté en avant-première mondiale le 13 février 2018 au Festival Premiers Plans d'Angers et également présenté en « hors compétition » en début février 2018 au Festival international du film fantastique de Gérardmer, il sort le 7 mars 2018 dans toute la France.
En France, le site Allociné recense une moyenne des critiques presse de 3,6/5, et des critiques spectateurs à 2,9/5.

## Distinctions

### Sélections
- Festival Premiers Plans d'Angers 2018 : sélection « compétition »[2]
- Festival international du film fantastique de Gérardmer 2018 : sélection « hors compétition »[5]
- Festival international du film de Rotterdam 2018 : sélection[7]

### Bibliothèque
- Pit Agarmen, La nuit a dévoré le monde, Paris, éditions Robert Laffont, 2012